# چارلز گری (نخست‌وزیر)
چارلز گری (انگلیسی: Charles Grey, 2nd Earl Grey; ۱۳ مارس ۱۷۶۴ – ۱۷ ژوئیهٔ ۱۸۴۵) سیاست‌مدار اهل پادشاهی بریتانیای کبیر بود.
وی از نوامبر ۱۸۳۰ تا ژوئیه ۱۸۳۴ نخست‌وزیر بریتانیا و از سپتامبر ۱۸۰۶ تا مارس ۱۸۰۷ وزیر مشاور در امور خارجه و مشترک‌المنافع بوده است.